# Järvenpää
Järvenpää (szw. Träskända) – miasto w Finlandii, w prowincji Finlandia Południowa. Około 38,7 tys. mieszkańców. W Järvenpää zmarł Jean Sibelius.

## Miasta partnerskie
- Vác, Węgry
- Rødovre, Dania
- Lørenskog, Norwegia
- Täby, Szwecja
- Prowincja Jõgeva, Estonia
- Wołchow, Rosja
- Buchholz in der Nordheide, Niemcy
- Pasadena, Stany Zjednoczone
- Ho, Ghana